# Lijpe
Pour les articles homonymes, voir Mocro.
Abdel Achahbar connu sous le nom de Lijpe Mocro, né le 29 octobre 1993 à Utrecht aux Pays-Bas, est un rappeur néerlandais d'origine marocaine.
Sur des morceaux comme Mama ou Moeilijke Tijd, il rappe en néerlandais ainsi qu'en tarifith.

## Biographie

### Débuts (1993-2013)
Abdel naît aux Pays-Bas de parents originaires de Nador au Maroc , et grandit ainsi à Maarssen, dans les environs de la ville d'Utrecht. Dans sa jeunesse, il connait de nombreux problèmes judiciaires avec la police. À côté de sa vie de jeune délinquant, Abdel connaissait une autre vie, celle d'un rappeur de quartier. Il enregistra plusieurs morceaux avec des amis à lui, avant de les publier sur internet afin de « se retrouver dans quelques années sur internet ».
Ses morceaux publiés sur le net finiront par connaitre un grand succès aux Pays-Bas, dont quelques-unes qui ont dépassé le million de vue sur YouTube. Dans ses textes, le rappeur raconte sa jeunesse passée dans la rue et présente également ses excuses auprès de sa mère,.

### Van de bodem naar de grond (2013-2014)
Lijpe fait plusieurs apparitions dans des compilations, comme en 2013 sur Zonamo Underground avec Ismo qui auront par la suite de nombreuses vues sur YouTube. En septembre 2014, il sort son premier album Van de bodem naar de grond. Il publie alors le tout premier clip de sa carrière intitulé Ogen in je rug qui fut tourné au Maroc.
En octobre 2014, il signe un contrat avec le label TopNotch.

### Levensles (2015)
En septembre 2015, il fait sa réelle apparition en prenant part au morceau Mandela avec plusieurs rappeurs tels que SBMG, Sevn Alias, Louis, D-Double et Hef. Le clip atteindra plus de 10 millions de vues. 
En novembre 2015, il sort son deuxième album Levensles. Son premier clip Moeilijke Tijd atteindra les deux millions de vues.

### Jackpot et Zandloper (2016-2017)
En octobre 2016, il sort son troisième album Jackpot qui finira à la deuxième place de l'Album Top 100 ainsi qu'à la douzième place en Belgique (Flandre). Depuis mars 2016, les morceaux de Lijpe cartonnent aux Pays-Bas et dépassent pour la plupart le million de vues sur YouTube. L'album finira par être disque d'or. 17 morceaux de l'album finiront par se retrouver dans le Single Top 100.
Le 4 septembre 2017, il sort un nouvel album intitulé Zandloper. Il atteint la première place dans l'Album Top 100 des Pays-Bas. Il produit dans cet album 14 morceaux dont la majorité a figuré au Single Top 100. Le single Doe rustig a été single d'or.

## Polémiques

### Liens avec la Mocro Maffia
En 2016, Lijpe publie le clip Eng sur YouTube. Les enquêtes policières néerlandaises concluront que Zakaria A, présent dans le clip, avait entre les mains, une arme de type AK-47. Zakaria A. est un puissant tueur à gage sous ordre de la bande Taghi et Razzouki au sein de la mafia marocaine,. Il est le principal suspect de l'assassinat des journalistes Martin Kok et Ranko Skekic,. Le jeune criminel était le seul homme du clip à avoir le visage caché,.

## Discographie

### Singles
- 2014 : Ogen in je rug
- 2015 : Accepteren
- 2015 : Valt niet mee feat. Frenna & Ares
- 2015 : Moeilijke Tijd
- 2015 : Waar Ik Morgen Ben
- 2016 : Jackpot
- 2016 : Mootje Jaraya
- 2016 : Strijders
- 2016 : Barz
- 2016 : Mama
- 2016 : Eng
- 2016 : Pitbull
- 2017 : Geen Tijd feat. D-Double
- 2017 : Geen Stress
- 2017 : #LIJPESEASON
- 2018 : Limo SESSIE
- 2023 : 100 Doezoe Cash feat. Fatah et KA

## Nominations et récompenses
Single
- 2017 - Eng (2016) - certifié single d' Or[18]

Single en collaboration
- 2016 - Ronnie Flex, Jandro, Cartiez & Lijpe - Vallen in de Club (2015) - certifié single de  Platine[19]
- 2016 - Jonna Fraser, Lijpe, Ronnie Flex & KM - Kan er niet omheen (2015) - certifié single d' Or
- 2016 - SBMG - Mandela (feat. Sevn Alias, Louis, D-Double, Lijpe & Hef) (2016) - certifié single d' Or[20]
- 2016 - Sevn Alias - Woosh (feat. Lijpe & Jonna Fraser) (2016) - certifié single d' Or[21]

Album en collaboration
- 2016 - New Wave - New wave (2015) - certifié disque de  Platine